# Het Stokvis-incident
Het Stokvis-incident is het 56e stripverhaal van De Kiekeboes. De reeks wordt getekend door striptekenaar Merho. Het album verscheen in februari 1993.

## Verhaal
Een verdwenen mevrouw Stokvis en een protestactie van Fanny tegen medische proeven met dieren, brengen Kiekeboe op het spoor van een gekke dokter, professor Panlat. Die heeft een medicijn ontwikkeld tegen het verouderingsproces. De dokter wil heel de bevolking vergiftigen met het Huppeldepupvirus, waardoor die sneller veroudert, en zo zijn klantenbestand uitgebreider wordt.